# Graß (Erding)
Graß ist ein Ortsteil der Stadt Erding im oberbayerischen Landkreis Erding. 

## Lage
Der Weiler liegt rund sieben Kilometer südöstlich von Erding.  